# Conops
Conops is een geslacht van insecten uit de familie van de blaaskopvliegen (Conopidae) en de orde van de tweevleugeligen (Diptera).

## Soorten
- C. bermudensis Parsons, 1940
- C. ceriaeformis Meigen, 1824
- C. elegans Meigen, 1824
- C. flavicaudus (Bigot, 1880)
- C. flaviceps Macquart, 1843
- C. flavifrons Meigen, 1824
- C. flavipes Linnaeus, 1758
- C. insignis Loew, 1848
- C. longiventris Krober, 1916
- C. maculatus Macquart, 1834
- C. quadrifasciatus

Zilveren blaaskop De Geer, 1776
- C. rufiventris Macquart, 1849
- C. scutellatus

Slanke blaaskop Meigen, 1804
- C. silaceus Wiedemann in Meigen, 1824
- C. strigatus

Donkere blaaskop Wiedemann in Meigen, 1824
- C. vesicularis Linnaeus, 1761
- C. vitellinus Loew, 1847
- C. weinbergae Camras & Chvala, 1984